# Tristramella simonis
Tristramella simonis é uma espécie de peixe da família Cichlidae.
Pode ser encontrada nos seguintes países: Israel e Síria.
Os seus habitats naturais são: rios, rios intermitentes e lagos de água doce.
Está ameaçada por perda de habitat.